# Südtirol

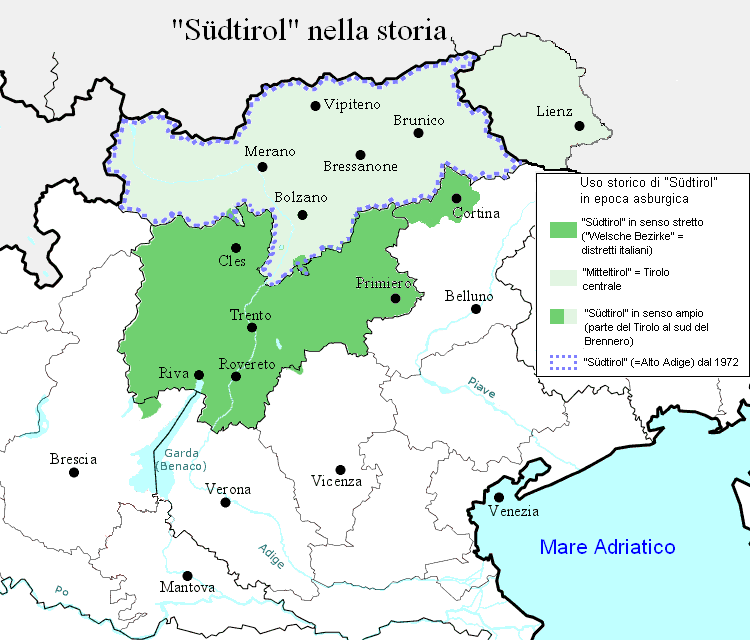
Südtirol nella storia

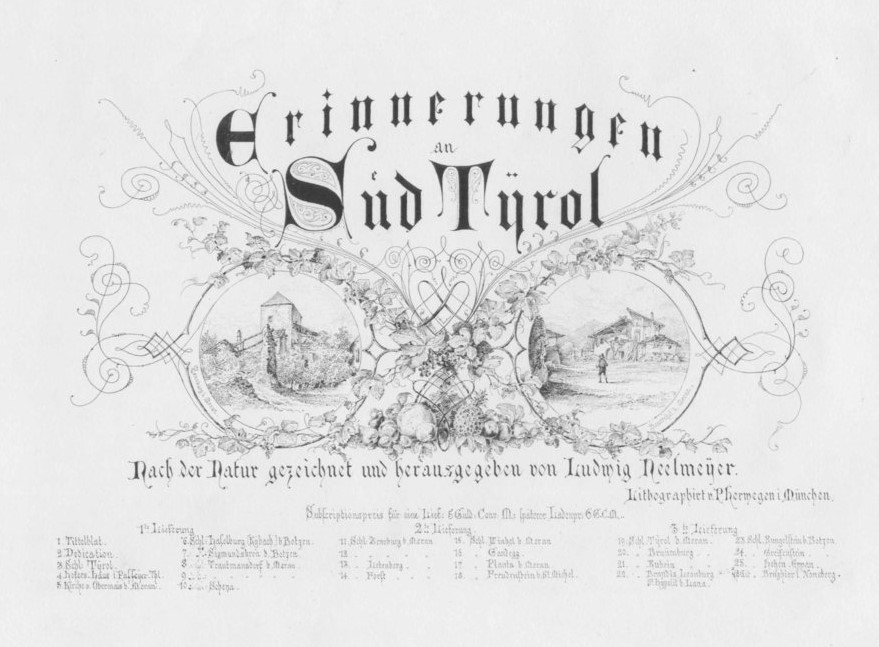
Frontespizio del 1870 delle Erinnerungen an Süd-Tyrol (Memorie dal Sud-Tirolo) di Ludwig Neelmeyer e Peter Herwegen, con motivi da Merano e Bolzano

Südtirol (letteralmente «Sud Tirolo») è un toponimo tedesco che storicamente è stato usato per indicare aree differenti:
- la provincia autonoma di Bolzano - Alto Adige, così ufficialmente denominata in tedesco dal 1972, ma storicamente in uso sin dall'annessione del Tirolo meridionale all'Italia nel 1919;
- storicamente anche il Trentino, denominato Tirolo italiano o Tirolo meridionale (talvolta identificato con l'esonimo tedesco Welschtirol[1] o Welsch-Südtirol in quanto parte di lingua italiana del Tirolo), mentre la provincia di Bolzano faceva parte del Deutsch-Südtirol[2], o più raramente Mitteltirol, in italiano Tirolo centrale;[3]
- storicamente in senso largo l'intera regione Trentino-Alto Adige.

Con l'aggettivo derivato Südtiroler, si indicavano in epoca asburgica anche i trentini. Così il roveretano Antonio Rosmini, in testi di lingua tedesca, veniva definito Südtiroler.

## Termini derivati in lingua italiana

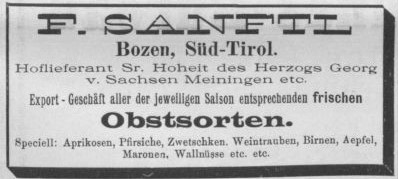
Pubblicità del 1897 indicante Bolzano collocata nel Sudtirolo (Bozen, Süd-Tirol)

Nella lingua italiana il termine Südtirol è stato tradotto in Sudtirolo, Sud Tirolo, Tirolo meridionale o Tirolo del Sud. La Civiltà Cattolica attesta il toponimo Sud Tirolo (indicante anche il Trentino) sin dal 1895. Ancor più antico è l'uso di Tirolo meridionale e Tirolo del Sud anche per la provincia autonoma di Trento.
Nel Patto di Londra del 1915, si parlò nell'art. 4 espressamente del "Trentino" e del "Tirolo cisalpino" (a sud del Brennero) in modo separato.
L'Istituto Geografico Militare considera il termine Sud Tirolo equivalente ad Alto Adige.
L'aggettivo derivato sudtirolese si riferisce agli abitanti e alle persone originarie del Sud Tirolo. Il vocabolario Treccani, con questo termine, individua i soli abitanti di lingua tedesca dell'Alto Adige.

## Termini derivati in altre lingue
Anche in altre lingue l'uso storico non sempre corrisponde con quello poi divenuto invalso nell'uso. In fonti di lingua inglese, come The Geographical Journal della Royal Geographical Society, South Tyrol (anche South Tirol) si estendeva all'epoca ben oltre la provincia autonoma di Bolzano e comprendeva anche il Trentino. Anche nelle guide turistiche dell'Ottocento South Tyrol indica tutta la parte meridionale del Tirolo, comprendente l'odierna provincia di Trento. 

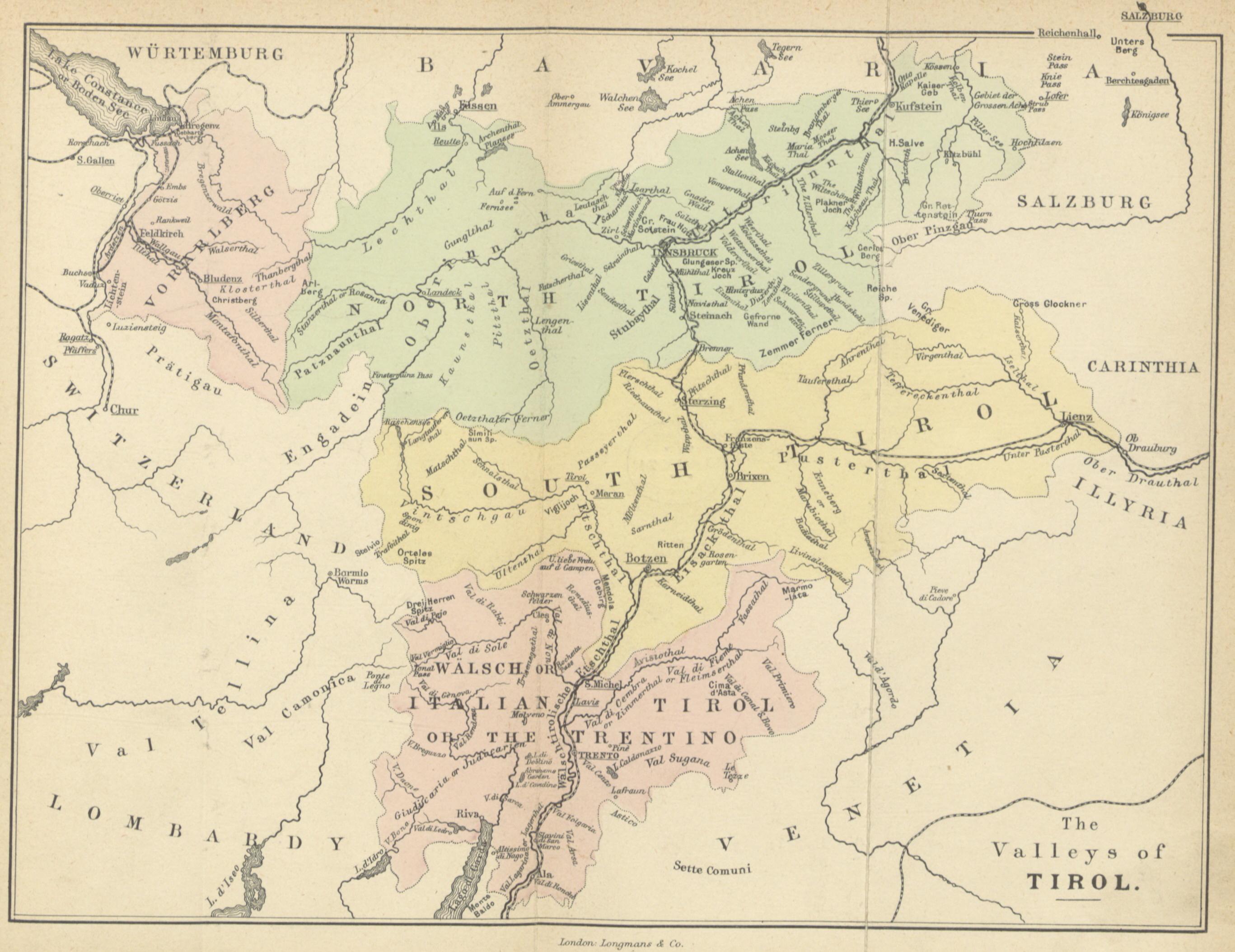
Cartina geografica in inglese del 1874: qui con South Tirol viene indicato approssimativamente il territorio dell'odierna provincia autonoma di Bolzano, parte della provincia di Belluno e il distretto di Lienz.

Analogamente, in fonti storiche di lingua francese Sud-Tyrol o Tyrol du Sud indicava anche il Trentino, mentre l'uso attuale corrisponde solo alla provincia di Bolzano.